# Frankenwarte

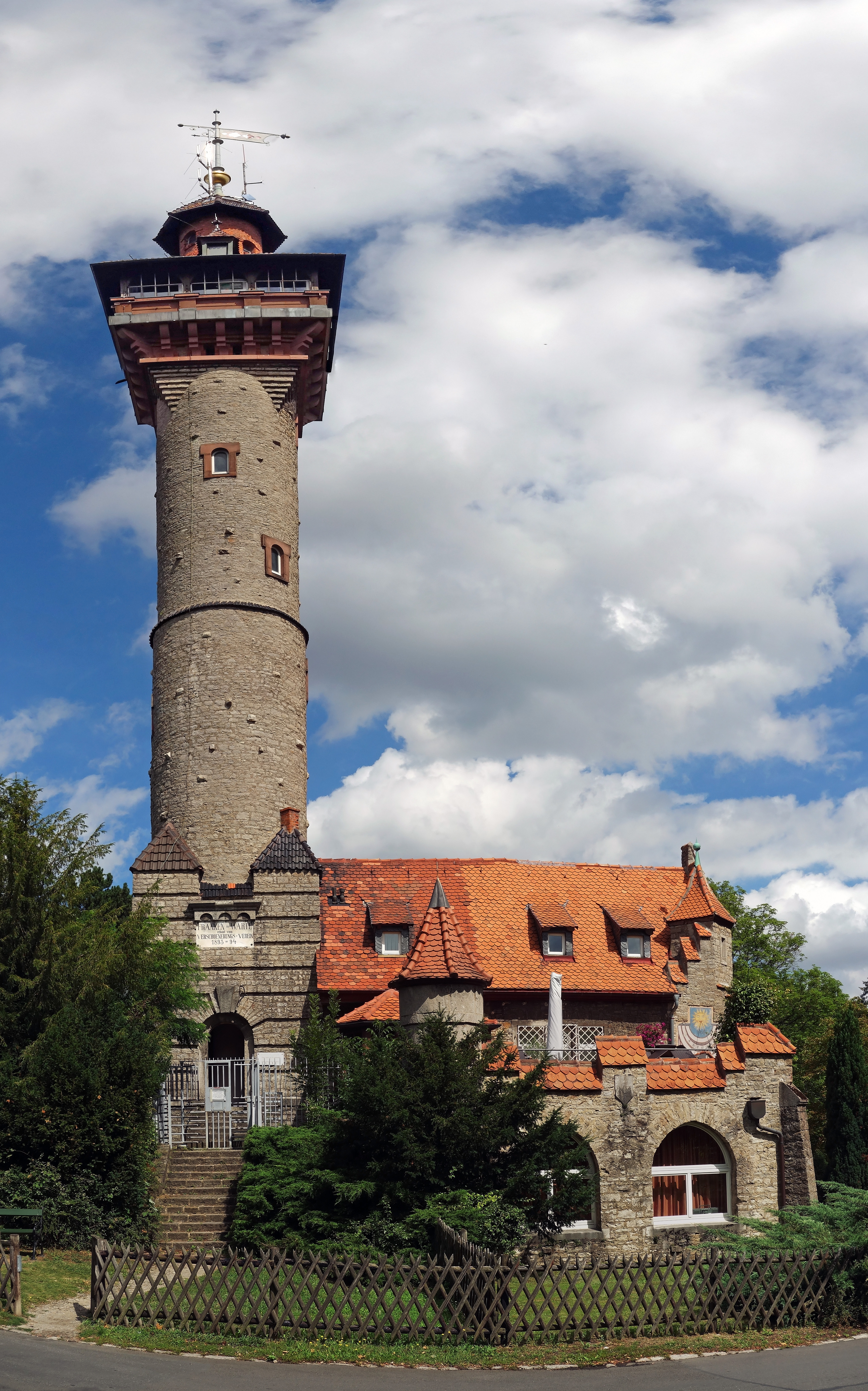
Aussichtsturm der Frankenwarte

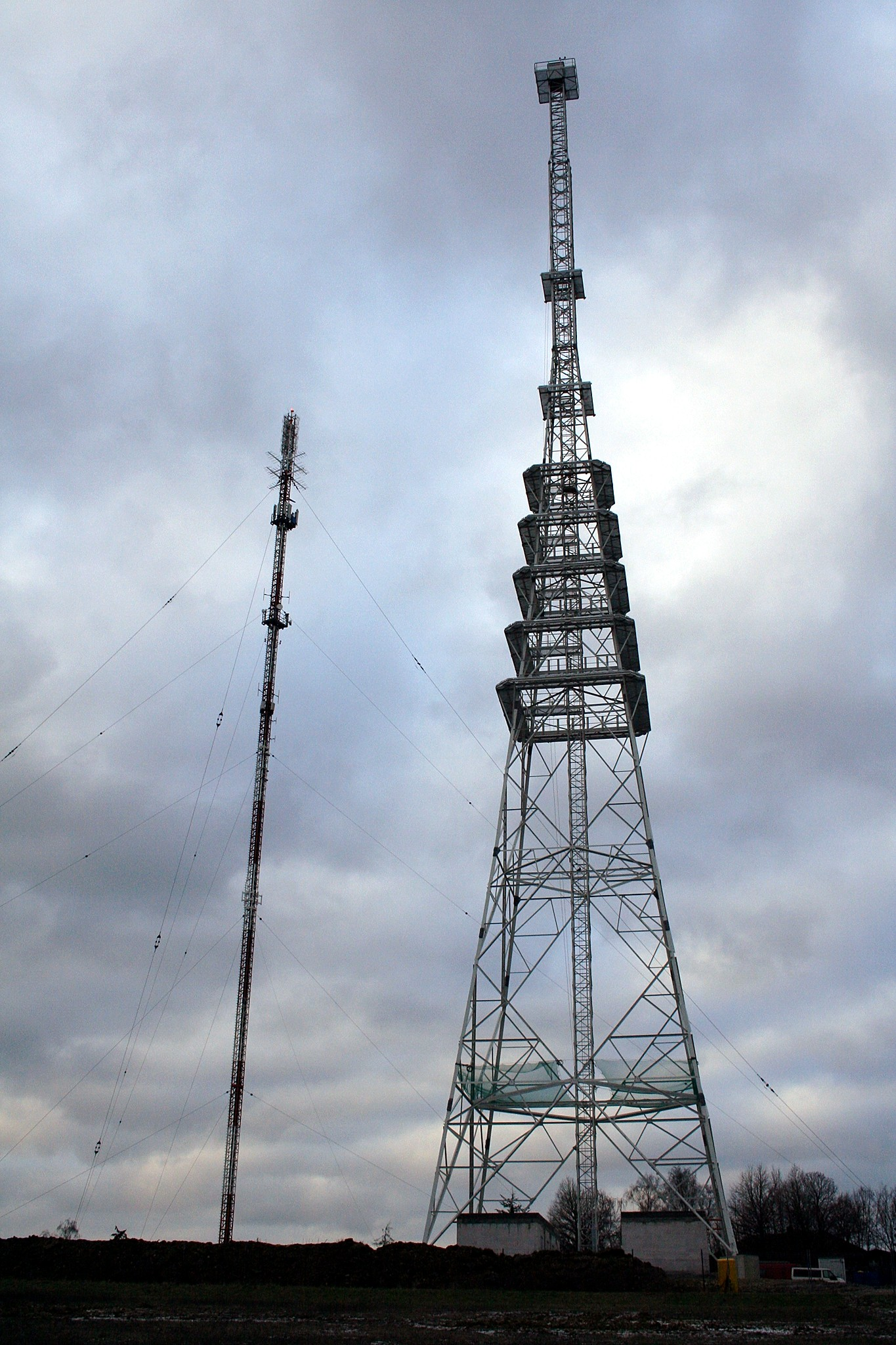
Alter Sendemast (links, mittlerweile demontiert) und neuer Sendeturm (rechts)

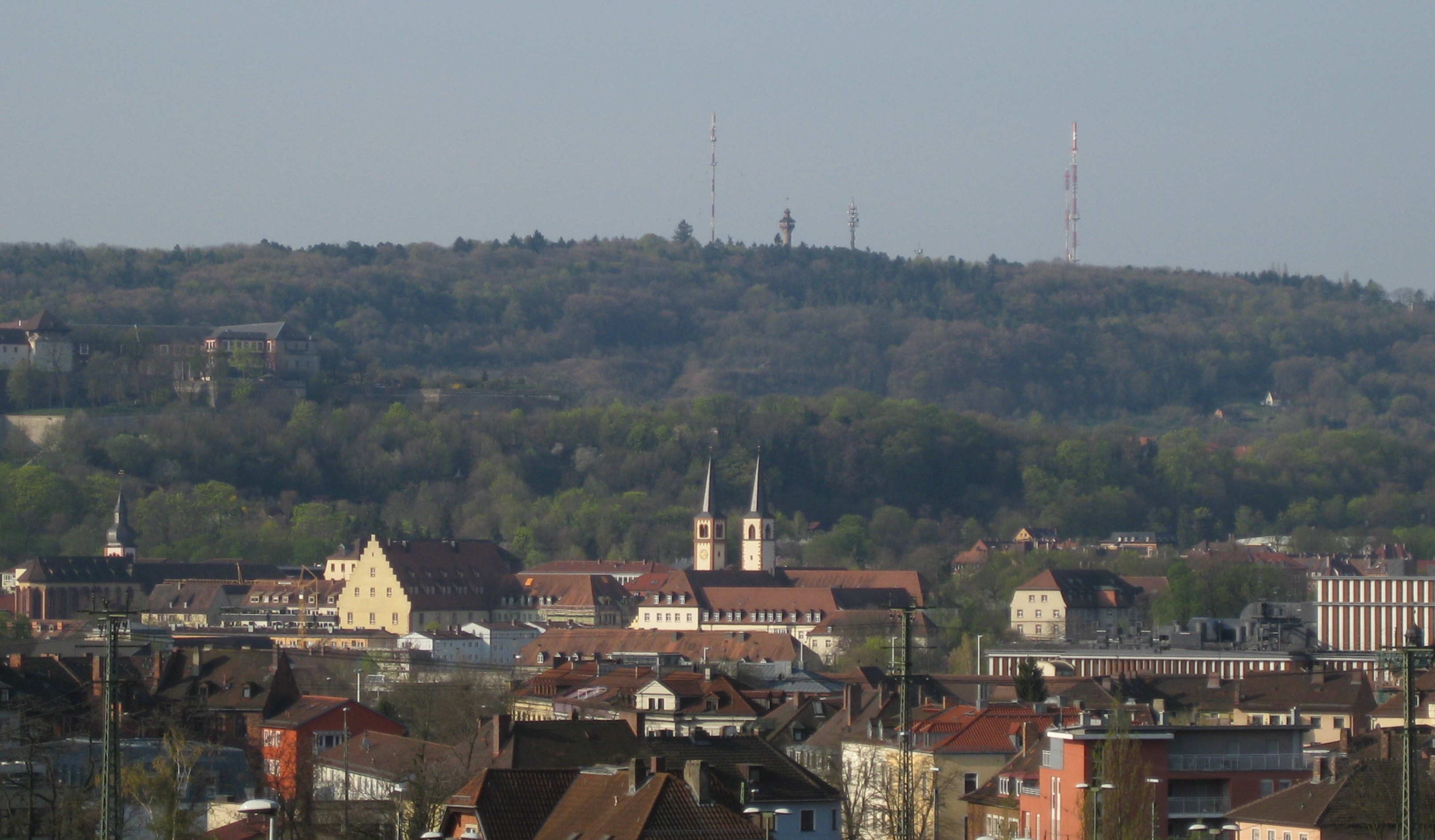
Blick über den Südwestteil von Würzburg.
Die Sendemasten im Hintergrund gehören zur Frankenwarte.

Die Frankenwarte ist ein Gelände auf dem südwestlich der Würzburger Innenstadt gelegenen Nikolausberg (Höhe 359 m ü. NN), das unter anderem einen 61 Hektar großen, um 1900 angelegten Park umfasst. Dort befinden sich mehrere Sendeanlagen, ein Aussichtsturm (errichtet 1894) und die Akademie Frankenwarte.

## Senderstandort Frankenwarte
Bei den Sendeanlagen / der Sendeinfrastruktur handelt es sich um
1. einen von 2009 bis 2010 errichteten und 125 Meter hohen Stahlgitterturm des Bayerischen Rundfunks. Er ersetzte einen älteren, 1952 errichteten 111 Meter hohen Sendemast. Der alte Sendemast wurde am 31. Mai 2011 gesprengt.
2. einen 1961 erbauten, 118 Meter hohen abgespannten Stahlfachwerkmast als Sendemast für Richtfunk, UKW-Hörfunk und TV der Deutschen Telekom AG. Dieser Sendemast dient zur Verbreitung der Radioprogramme privater Programmanbieter und dem DVB-T-Multiplex des ZDF.
3. einen 85 Meter hohen abgespannten Stahlfachwerkmast der Deutschen Telekom AG. Er wurde 1985 errichtet, da die Aufnahmekapazität des alten Sendemastes schon erschöpft war und weil der Bau eines Sendeturms in Stahlbetonbauweise auf dem Antennen für alle Funkdienste, welche die Deutsche Telekom AG auf der Frankenwarte betreibt, nicht zustande kam.
4. einen Turm für den Mobilfunk in Fertigbetonbauweise auf dem Gelände des Bayerischen Rundfunks, der 1993 errichtet wurde und einen vorhandenen kleineren Schleuderbetonmast ersetzte.
5. einen kleinen freistehenden Stahlturm für Richtfunkantennen für die Zuspielung von Fernsehprogrammen auf dem Areal der Sendeanlage der Deutschen Telekom AG auf der Frankenwarte.

Es muss früher noch mindestens einen weiteren Sendemast auf der Frankenwarte gegeben haben, denn neben dem Richtfunkturm – außerhalb des Areals der Sendeanlage des Bayerischen Rundfunks – existiert noch ein ehemaliges Pardunenfundament.

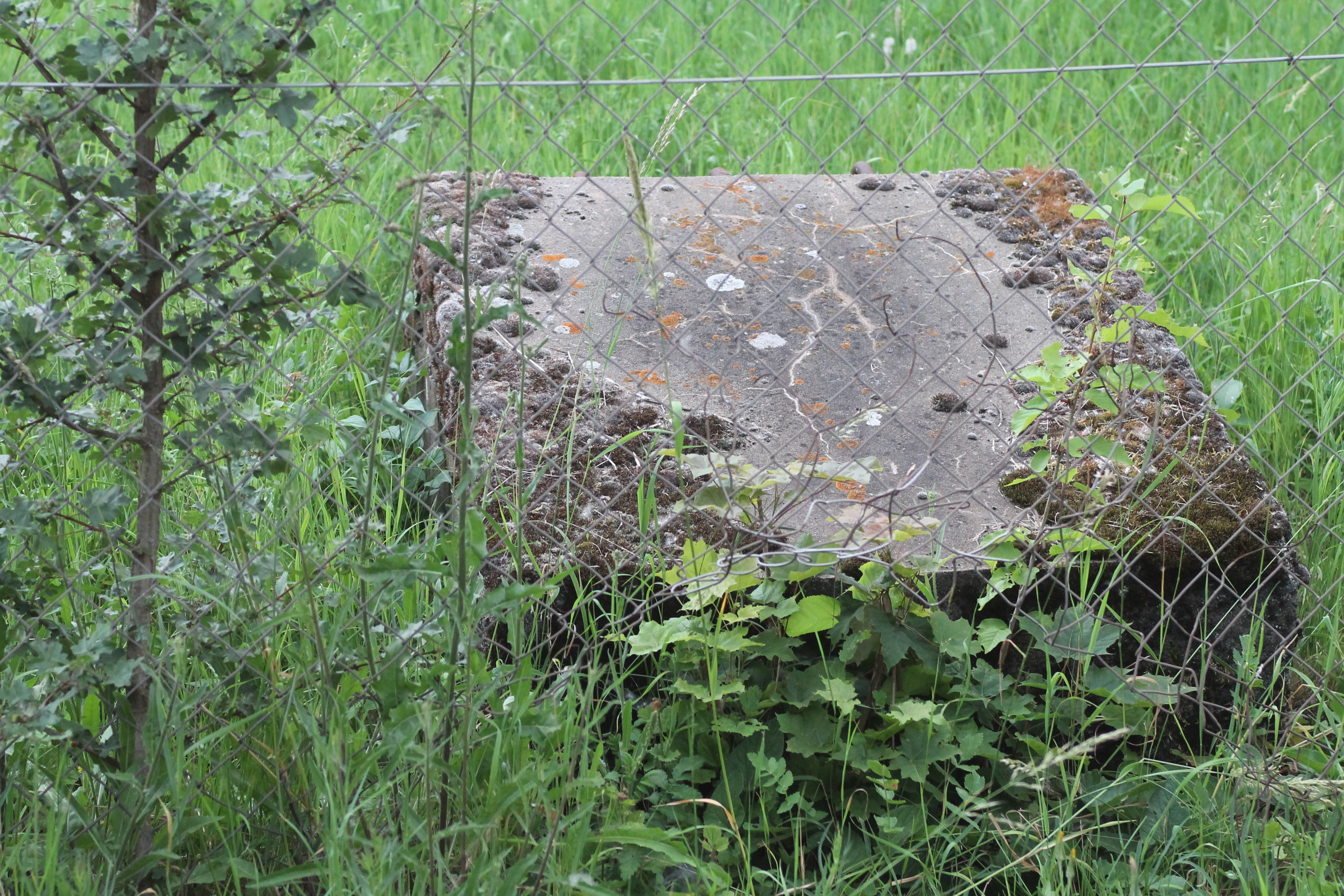
Abspannfundament eines einstigen Sendemasten auf der Frankenwarte

1985 gab es einen Vorstoß vonseiten der damaligen Bundespost auf der Frankenwarte einen Sendeturm aus Stahlbeton zu errichten. Das Vorhaben wurde aber wegen zahlreicher Einsprüche nicht realisiert.
Die Sendeinfrastruktur (Sendergebäude, Sendemast), welche sich im Besitz der Deutschen Telekom AG befinden, werden von der zum Konzern gehörenden Deutsche Funkturm GmbH verwaltet.

## Neuer Sendeturm

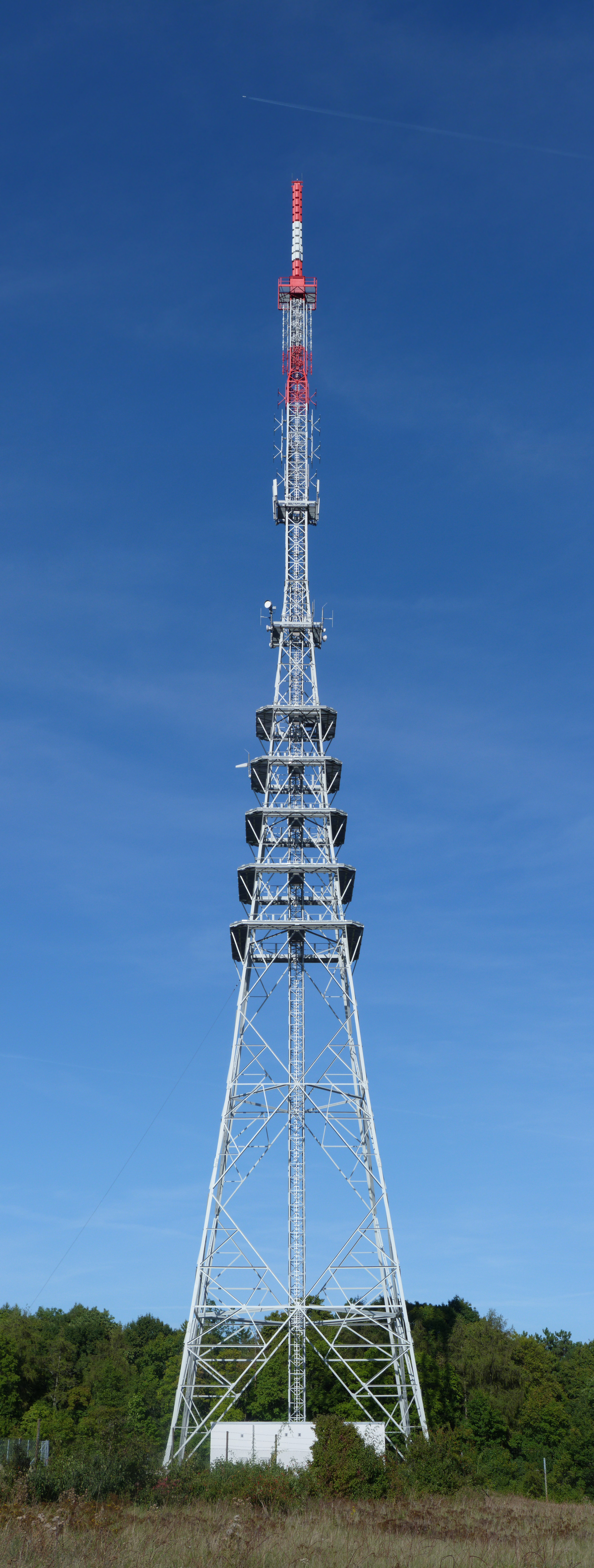
Der neue Sendemast (2011)

Im Juli 2010 ging der neue Sendeturm des Bayerischen Rundfunks in Betrieb. Der 125 m hohe freistehenden Stahlgitter-Sendeturm wird auf Grund seiner Form im Volksmund auch „kleiner Eiffelturm“ genannt. Er übernimmt die Funktion des 1952 erbauten früheren Sendemastes und verbessert den Empfang von Radio- und Fernsehprogrammen über terrestrische Antennen (DVB-T). Seitlich am Turm befindet sich ein Draht, über den die Sendeenergie des zur Übertragung des Mittelwellen-Programms Bayern plus auf der Frequenz 729 kHz eingesetzten Mittelwellensenders bis zum 30. September 2015 zur Abstrahlung über den Turm eingespeist wurde. Der alte Mast wurde am 31. Mai 2011 um 14.00 Uhr gesprengt.

## Frequenzen und Programme

### Analoges Radio (UKW)

#### Programme des Bayerischen Rundfunks
Die nachfolgend aufgeführten Programme werden vom Stahlgittermast des Bayerischen Rundfunks ausgestrahlt.
| Frequenz (in MHz) | Programm   | RDS PS            | RDS PI               | Regionalisierung        | ERP (in kW) | Antennendiagramm rund (ND)/gerichtet (D) | Polarisation horizontal (H)/vertikal (V) |
| ----------------- | ---------- | ----------------- | -------------------- | ----------------------- | ----------- | ---------------------------------------- | ---------------------------------------- |
| 90,9              | Bayern 1   | BAYERN_1 B1_Main_ | D311 D711 (regional) | Mainfranken; Nordbayern | 5           | ND                                       | H                                        |
| 90,0              | Bayern 2   | Bayern_2          | D312                 | -                       | 5           | ND                                       | H                                        |
| 97,6              | Bayern 3   | BAYERN_3          | D313                 | –                       | 5           | ND                                       | H                                        |
| 89,0              | BR-Klassik | BR-KLASS          | D314                 | –                       | 5           | ND                                       | H                                        |
| 105,7             | BR24       | BR24____          | D315                 | –                       | 0,2         | D (210°-160°)                            | H                                        |

#### Programme des Sendenetzbetreiber Media Broadcast
Die nachfolgend aufgeführten Programme werden von der Media Broadcast über die Sendeinfrastruktur der Deutschen Funkturm GmbH ausgestrahlt. Bemerkenswert ist, dass einige Programme vom Hauptsendemast und einige Programme vom Hilfssendemast aus gesendet werden.

##### Vom Hauptsendemast abgestrahlte Programme
| Frequenz (in MHz) | Programm               | RDS PS   | RDS PI | Regionalisierung | ERP (in kW) | Antennendiagramm rund (ND)/gerichtet (D) | Polarisation horizontal (H)/vertikal (V) |
| ----------------- | ---------------------- | -------- | ------ | ---------------- | ----------- | ---------------------------------------- | ---------------------------------------- |
| 100,3             | Deutschlandfunk        | __Dlf___ | D210   | –                | 0,1         | D (330°-100°)                            | H                                        |
| 101,3             | Deutschlandfunk Kultur | Dlf_Kult | D220   | –                | 0,1         | D (330°-100°)                            | H                                        |
| 92,1              | Klassik Radio          | KLASSIK_ | D75B   | –                | 0,3         | D (340°-320°)                            | H                                        |
| 95,8              | derzeit ungenutzt      |          |        |                  |             | ND                                       | H                                        |
| 102,4             | Charivari.fm           | _CHARI__ | D41A   | –                | 0,3         | ND                                       | H                                        |
| 97,1              | derzeit ungenutzt      |          |        |                  | 0,3         | ND                                       | H                                        |
| 104,9             | derzeit ungenutzt      |          |        |                  | 0,5         | ND                                       | H                                        |

##### Vom Hilfssendemast abgestrahlte Programme
| Frequenz (in MHz) | Programm         | RDS PS   | RDS PI | Regionalisierung | ERP (in kW) | Antennendiagramm rund (ND)/gerichtet (D) | Polarisation horizontal (H)/vertikal (V) |
| ----------------- | ---------------- | -------- | ------ | ---------------- | ----------- | ---------------------------------------- | ---------------------------------------- |
| 104,4             | Antenne Bayern   | ANTENNE_ | D318   | –                | 5           | ND                                       | H                                        |
| 106,9             | 106,9 Radio Gong | __GONG__ | D78C   | –                | 5           | ND                                       | H                                        |

### Analoges Radio (MW)

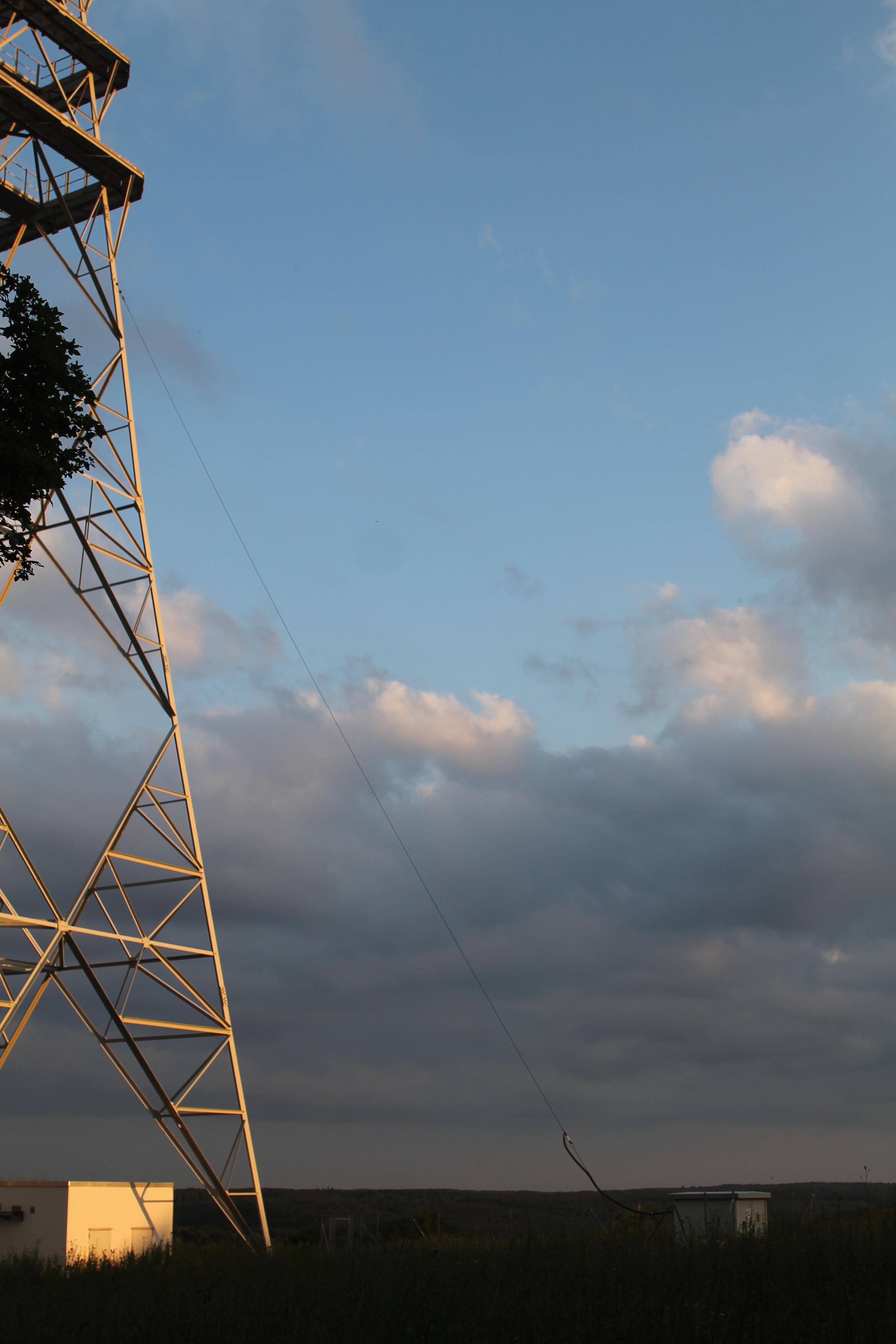
Draht zur Einspeisung der Hochfrequenzenergie des Mittelwellensenders in die Turmkonstruktion

Der Sendeturm selbst diente als Sendeantenne für den Mittelwellensender. Da er geerdet ist, musste die abzustrahlende Sendeenergie in einer gewissen Höhe in den Turm eingespeist werden. Hierzu verläuft vom Abstimmhaus ein Draht zum Turm, der in 38 Meter Höhe mit der Turmkonstruktion elektrisch leitend verbunden ist.
| Frequenz (kHz) | Programm                         | Regionalisierung | EMRP (kW) | Sendediagramm rund (ND)/gerichtet (D) | Polarisation horizontal (H)/vertikal (V) |
| -------------- | -------------------------------- | ---------------- | --------- | ------------------------------------- | ---------------------------------------- |
| 729            | Bayern plus (bis 30. Sept. 2015) | –                | 1         | ND                                    | V                                        |

Bis 1999 wurde der Mittelwellensender des Bayerischen Rundfunks auf der Frankenwarte auf der außerhalb des offiziellen Mittelwellenbandes gelegenen Frequenz 520 kHz betrieben, welche zwar wegen der guten Bodenwellenausbreitung eine große Reichweite besaß, aber von modernen Rundfunkempfängern oft nicht empfangen werden konnte.
Von 16. Januar 2003 bis 4. April 2003 wurde auf der Frequenz 1386 kHz mit einer Leistung von 5 kW das Programm von Megaradio abgestrahlt. Nach Einstellung des Betriebs des Senders wurde diese Antenne wieder demontiert.
Am 30. September 2015 erfolgte die endgültige Abschaltung aller bayerischen MW-Sender.

### Digitales Radio (DAB)
Die Ausstrahlung erfolgt über den Stahlgittermast des Bayerischen Rundfunks in vertikaler Polarisation und im Gleichwellenbetrieb mit anderen Sendern.
Seit dem 1. April 2013 wird durch den Sendenetzbetreiber Media Broadcast der Stahlgittermast zur Verbreitung der Programme des bundesweiten Multiplex auf DAB-Kanal 5C mitbenutzt.
| Block                       | Programme (Datendienste) | ERP (kW) | Antennen- diagramm rund (ND), gerichtet (D) | Polarisation horizontal (H)/ vertikal (V) | Gleichwellennetz (SFN) |
| --------------------------- | --- | -------- | ------------------------------------------- | ----------------------------------------- | --- |
| 5C DRDeutschland (D__00188) | DAB+ Block der Media Broadcast: - Absolut relax (72 kbps) - Dlf (104 kbps) - Dlf Kultur (112 kbps) - Dlf Nova (104 kbps) - DRadio DokDeb (48 kbps) - Energy Digital (72 kbps) - ERF Plus (64 kbps) - Klassik Radio (72 kbps) - Radio Bob (72 kbps) - Radio Horeb (48 kbps) - Radio Schlagerparadies (64 kbps) - Schwarzwaldradio (64 kbps) - sunshine live (72 kbps) - DRadio Daten (32 kbps Daten) - EPG Deutschland (16 kbps Daten) - TPEG (16 kbps Daten) - TPEG_MM (16 kbps Daten) | 10       | ND                                          | V                                         | - Baden-Württemberg: Aalen, Baden-Baden (Fremersberg), Bad Mergentheim, Blauen, Brandenkopf, Donaueschingen, Feldberg im Schwarzwald, Freiburg (Vogtsburg-Totenkopf), Geislingen (Oberböhringen), Großerlach (Hohe Brach), Heidelberg (Königstuhl), Heilbronn (Schweinsberg), Hochrhein (Rickenbach), Hornisgrinde, Pforzheim (Schömberg-Langenbrand), Raichberg, Ravensburg (Höchsten), Reutlingen, Stuttgart (Frauenkopf), Ulm (Kuhberg) - Bayern: Amberg (Hirschau), Aschaffenburg (Pfaffenberg), Augsburg (Hotelturm), Bad Tölz (Gaißach), Balderschwang, Bamberg (Geisberg), Büttelberg, Brotjacklriegel, Dillberg, Grünten, Herzogstand, Hochberg (Traunstein), Hoher Bogen, Inntal (Ebbs), Ingolstadt (Gelbelsee), Kreuzberg/Rhön, Landshut (Altdorf), München (Olympiaturm), Nennslingen (Büchelberg), Nürnberg, Oberammergau, Ochsenkopf, Passau, Pfänder, Pfaffenhofen, Pfarrkirchen, Pfronten, Regensburg (Hohe Linie), Unterringingen, Untersberg, Wendelstein (Bayrischzell), Würzburg (Frankenwarte) - Berlin: Berlin (Alexanderplatz), Berlin (Scholzplatz) - Brandenburg: Bad Belzig, Booßen, Brandenburg/Havel, Calau, Casekow, Cottbus, Eberswalde (geplant), Eisenhüttenstadt, Neuruppin (geplant), Petkus, Pritzwalk, Templin - Bremen: Bremen (Walle), Bremerhaven-Schiffdorf - Hamburg: Hamburg (Moorfleet), Hamburg (Heinrich-Hertz-Turm) - Hessen: Bad Hersfeld (Rimberg), Biedenkopf (Sackpfeife), Fulda (Hummelskopf), Frankfurt (Europaturm), Gelnhausen (Schnepfenkopf), Gießen (Dünsberg), Großer Feldberg, Hardberg, Hohe Wurzel, Hoher Meißner, Kassel (Habichtswald), Mainz-Kastel - Mecklenburg-Vorpommern: Garz (Rügen), Güstrow, Malchin, Neubrandenburg-Süd, Neustrelitz (geplant), Rostock (Toitenwinkel), Röbel, Schwerin (Zippendorf-Gr.Dreesch), Torgelow, Wismar/Rüggow, Züssow - Niedersachsen: Aurich-Popens, Braunschweig (Broitzem), Braunschweig (Drachenberg), Cuxhaven-Stadt, Dannenberg, Göttingen (Bovenden-Osterberg), Hannover (Telemax), Lingen, Lüneburg-Neu Wendhausen, Molbergen-Peheim, Osnabrück (Bramsche-Schleptruper Egge), Hildesheim (Sibbesse), Steinkimmen, Uelzen, Visselhövede, Wilhelmshaven - Nordrhein-Westfalen: Aachen (Karlshöhe), Bergneustadt-Wiedenest (R), Bielefeld (Hünenburg), Bonn (Venusberg), Dortmund (Florianturm), Düsseldorf (Rheinturm), Eggegebirge, Herscheid, Hochsauerland (Hunau), Hürtgenwald-Großhau, Köln (Colonius), Langenberg, Lügde-Rischenau (Köterberg), Meschede (geplant), Minden (Jakobsberg), Münster (Fernmeldeturm), Schöppingen, Siegen-Süd, Wesel - Rheinland-Pfalz: Bad Kreuznach (Schanzenkopf), Bad Marienberg (Westerwald), Bornberg, Daun (Eifel), Edenkoben (Kalmit), Heckenbach-Schöneberg (Ahrweiler), Haardtkopf (geplant), Idar-Oberstein, Kaiserslautern, Kettrichhof, Koblenz (Kühkopf), Schnee-Eifel (geplant), Trier (Petrisberg) - Saarland: Merzig-Merchingen, Saarbrücken (Schoksberg) - Sachsen: Chemnitz, Dresden, Geyer, Leipzig, Löbau, Neustadt, Niederschöna (geplant), Oschatz, Schöneck, Zwickau Ost - Sachsen-Anhalt: Brocken, Burg, Dequede, Petersberg, Pettstädt (Weißenfels), Schneidlingen, Wittenberg - Schleswig-Holstein: Bungsberg, Bredstedt, Flensburg, Garding, Heide, Helgoland, Hennstedt, Itzehoe, Kiel (Kronshagen), Lübeck (Stockelsdorf), Schleswig, Niebüll (Süderlügum), Westerland (Sylt) - Thüringen: Bleßberg (Sonneberg), Erfurt-Hochheim, Gera, Inselsberg, Jena (Oßmaritz), Kulpenberg, Lobenstein (Sieglitzberg), Saalfeld (Remda), Weimar (Ettersberg) |
| 5D Antenne DE (D__00364)    | DAB-Block von Antenne Deutschland: - 80s80s (72 kbps) - 90s90s (72 kbps) - Absolut Bella (72 kbps) - Absolut Germany (72 kbps) - Absolut Hot (72 kbps) - Absolut Oldie (72 kbps) - Absolut Top 2000er (72 kbps) - AIDAradio (72 kbps) - Ballermann Radio (72 kbps) - Beats Radio (72 kbps) - Brillux Radio (72 kbps) - Nostalgie (72 kbps) - Oldie Antenne (72 kbps) - RTL Radio (72 kbps) - Rock Antenne (72 kbps) - Toggo Radio (72 kbps)                                            | 10       | ND                                          | V                                         | - Bayern: Amberg (Hirschau), Bamberg (Geisberg), Ingolstadt (Gelbelsee), Kreuzberg/Rhön, Nürnberg, Ochsenkopf, Pfaffenhofen, Regensburg (Hohe Linie), Würzburg (Frankenwarte) - Berlin: Berlin (Alexanderplatz), Berlin (Scholzplatz) - Brandenburg: Casekow, Cottbus, Pritzwalk - Bremen: Bremen (Walle) - Hamburg: Hamburg (Heinrich-Hertz-Turm) - Mecklenburg-Vorpommern: Rostock (Toitenwinkel), Schwerin (Zippendorf-Gr.Dreesch), Züssow - Niedersachsen: Braunschweig (Broitzem), Cuxhaven-Stadt, Göttingen (Bovenden-Osterberg), Hannover (Telemax), Hildesheim (Sibbesse/Griesberg), Lüneburg-Neu Wendhausen, Molbergen-Peheim, Osnabrück (Bramsche-Schleptruper Egge), Visselhövede - Nordrhein-Westfalen: Bielefeld (Hünenburg), Minden (Jakobsberg) - Sachsen: Dresden, Geyer, Leipzig, Löbau/Schafberg, Oschatz, Schöneck - Sachsen-Anhalt: Brocken, Burg, Petersberg, Wittenberg - Schleswig-Holstein: Flensburg, Heide, Kiel (Kronshagen), Lübeck (Stockelsdorf) - Thüringen: Erfurt-Hochheim, Gera, Inselsberg, Jena (Oßmaritz), Kulpenberg, Lobenstein (Sieglitzberg), Weimar (Ettersberg) |
| 10A Unterfranken (D__00308) | DAB-Block des Bayerischen Rundfunks - Bayern 1 (Mainfranken) (96 kbps) - Bayern 1 (Schwaben) (96 kbps) - BR24live (64 kbps, Mono) - Radio Teddy (72 kbps) - egoFM (72 kbps) - Gong Würzburg (72 kbps) - Charivari Würzburg (72 kbps) - Radio Primavera (72 kbps) - Galaxy Aschaffenburg (72 kbps) - Primaton (72 kbps) - Radio Hashtag+ (72 kbps) - Arabella Bayern (96 kbps) - Rock Antenne Bayern (72 kbps) - BR EPG (8 kbps)                                                        | 25       | ND                                          | V                                         | Alzenau-Hahnenkamm, Burgsinn, Dettelbach, Ebern, Gemünden, Hammelburg, Kreuzberg, Miltenberg-Wenschdorf, Neustadt am Main, Obernburg am Main, Ostheim/Heidelberg, Pfaffenberg, Schweinfurt (Schonungen), Volkach, Wertheim, Würzburg (Frankenwarte), Zeil am Main |
| 11D BR Bayern (D__00165)    | DAB-Block des Bayerischen Rundfunks - Bayern 1 (Oberbayern) (96 kbps) - Bayern 1 (Niederbayern/Oberpfalz) (96 kbps) - Bayern 1 (Franken) (96 kbps) - Bayern 2 (96 kbps) - Bayern 3 (96 kbps) - BR-Klassik (144 kbps) - BR24 (72 kbps, Mono) - BR Schlager (96 kbps) - Puls (96 kbps) - BR Heimat (128 kbps) - BR Verkehr (16 kbps, Mono) - Antenne Bayern (80 kbps) - BR EPG (8 kbps Daten) - ARD TPEG (24 kbps)                                                                       | 10       | ND                                          | V                                         | - Unterfranken: Alzenau (Hahnenkamm), Burgsinn (Main-Spessart), Dettelbach, Ebern, Frammersbach (Sauerberg) (geplant), Gemünden, Hammelburg, Kreuzberg (Rhön), Miltenberg-Wenschdorf, Neustadt am Main, Obernburg am Main, Ostheim (Heidelberg), Pfaffenberg (Aschaffenburg), Schweinfurt (Schonungen), Volkach, Wertheim, Würzburg (Frankenwarte), Zeil am Main - Oberfranken: Bad Steben, Bamberg (Geisberg), Burgwindheim (geplant), Coburg (Eckardtsberg), Hof (Labyrinthberg), Kronach, Kulmbach, Ludwigsstadt (Ebersdorf), Ochsenkopf (Fichtelgebirge), Pegnitz - Mittelfranken: Ansbach (geplant), Büttelberg, Hesselberg, Hersbruck, Nürnberg (Fernmeldeturm), Rothenburg ob der Tauber, Treuchtlingen, Weißenburg - Oberpfalz: Altenstadt, Amberg (Hirschau), Amberg-Süd, Dillberg (Neumarkt), Fuchsmühl, Geigant, Hoher Bogen (Furth im Wald), Hohe Linie (Regensburg), Kallmünz (geplant), Pfreimd, Schönsee (Drechselberg), Weigendorf - Niederbayern: Brotjacklriegel, Deggendorf (Aletsberg), Dingolfing, Einödriegel, Kelheim, Landshut (Altdorf), Mainburg, Mallersdorf-Pfaffenberg, Oberfrauenwald, Passau (Kühberg), Pfarrkirchen, Rattenberg, Rotthalmünster, Viechtach (Weigelsberg) (geplant), Vilsbiburg - Schwaben: Augsburg (Hotelturm), Augsburg (Welden), Balderschwang (Oberberg) (R), Grünten, Hühnerberg (Harburg), Kaufbeuren (geplant), Markt Wald, Memmingen, Pfänder (Vorarlberg), Pfronten (Breitenberg), Ulm (Kuhberg) - Oberbayern: Bad Tölz (Gaißach), Berchtesgaden (Jenner) (R), Eichstätt, Fürstenfeldbruck (Schöngeising), Gelbelsee, Herzogstand (Fahrenbergkopf), Hochberg (Traunstein), Hohenpeißenberg, Inntal (Ebbs), Isen, München-Freimann, München-Ismaning, München (Olympiaturm), Neuötting, Oberammergau (Laber), Pfaffenhofen (Wolfsberg), Pfaffenhofen (BR), Reit im Winkl, Untersberg (Salzburg), Tegernseer Tal (Wallberg), Wasserburg am Inn (Koblberg), Wendelstein (Bayrischzell) |

### Digitales Fernsehen (DVB-T2)

#### Multiplexe des Bayerischen Rundfunks
Die Ausstrahlung erfolgt seit dem 8. November 2017 vom Stahlgittermast des Bayerischen Rundfunks.
| Kanal | Frequenz (in MHz) | Multiplex  | Programme im Multiplex | ERP (in kW) | Antennen-diagrammrund (ND)/gerichtet (D) | Polari-sationhorizontal (H)/vertikal (V) | Modulations-verfahren | FEC | Guard-intervall | Bitrate (in MBit/s) | SFN                                  |
| ----- | ----------------- | ---------- | --- | ----------- | ---------------------------------------- | ---------------------------------------- | --------------------- | --- | --------------- | ------------------- | ------------------------------------ |
| 36    | 594               | ARD Bayern | - Das Erste HD - Arte HD - One HD - Phoenix HD - tagesschau24 HD - NDR Fernsehen HD (Niedersachsen) | 50          | D                                        | H                                        | 64-QAM                | 3/5 | 19/128          | 21,56               | Sender Kreuzberg, Sender Pfaffenberg |
| 43    | 650               | BR         | - BR Fernsehen Nord HD - ARD-alpha HD - hr-fernsehen HD - MDR Thüringen HD - rbb Berlin HD 1) - BR Fernsehen Süd HD 1) - SWR Fernsehen BW HD - WDR HD Köln (Internet) 2) - BR Mediathek (Internet) ² - SR Fernsehen HD (Internet) 2) | 50          | D                                        | H                                        | 64-QAM                | 3/5 | 19/128          | 21,56               | Sender Kreuzberg, Sender Pfaffenberg |

 1) rbb Berlin außerhalb der Regionalzeiten des BR Fernsehens
 2) Für den Empfang des WDR sowie für die Nutzung der BR-Mediathek ist ein hbb-TV fähiges Endgerät erforderlich.

#### Multiplexe des Sendenetzbetreibers Media Broadcast
Die Ausstrahlung erfolgt seit dem 8. November 2017 von der Media Broadcast über die Sendeinfrastruktur der Deutschen Funkturm GmbH.
| Kanal | Frequenz (in MHz) | Multiplex | Programme im Multiplex                                                          | ERP (in kW) | Antennendiagramm rund (ND)/ gerichtet (D) | Polarisation horizontal (H)/ vertikal (V) | Modulations- verfahren | FEC | Guard- intervall | Bitrate (in MBit/s) | SFN                                       |
| ----- | ----------------- | --------- | ------------------------------------------------------------------------------- | ----------- | ----------------------------------------- | ----------------------------------------- | ---------------------- | --- | ---------------- | ------------------- | ----------------------------------------- |
| 26    | 514               | ZDFmobil  | - ZDF HD - 3sat HD - KiKA HD - zdf.info HD - zdf_neo HD - Freenet TV connect 1) | 50          | ND                                        | H                                         | 64-QAM                 | 3/5 | 19/128           | 22                  | Heidelstein (Rhön), Pfaffenberg, Würzburg |

  1) Für die Darstellung sind ein geeignetes Endgerät sowie eine Internetverbindung nötig.

### Digitales Fernsehen (DVB-T)
Die Ausstrahlung im DVB-T Standard endete mit der Umstellung auf DVB-T2 HD zum 8. November 2017.

#### Multiplexe des Bayerischen Rundfunks
Ausstrahlung erfolgt vom Stahlgittermast des Bayerischen Rundfunks.
| Kanal | Frequenz (in MHz) | Multiplex                    | Programme im Multiplex                                                                   | ERP (in kW) | Antennendiagramm rund (ND)/ gerichtet (D) | Polarisation horizontal (H)/ vertikal (V) | Modulations- verfahren | FEC | Guard- intervall | Bitrate (in MBit/s) | SFN                                     |
| ----- | ----------------- | ---------------------------- | ---------------------------------------------------------------------------------------- | ----------- | ----------------------------------------- | ----------------------------------------- | ---------------------- | --- | ---------------- | ------------------- | --------------------------------------- |
| 36    | 594               | ARD Digital                  | - Das Erste (BR) - ARTE - Phoenix - One                                                  | 50          | ND                                        | H                                         | 16-QAM                 | 2/3 | 1/4              | 13,27               | Pfaffenberg, Kreuzberg (Rhön), Würzburg |
| 45    | 666               | ARD regional (BR Nordbayern) | - Bayerisches Fernsehen (Franken) - ARD-alpha - MDR Fernsehen (Thüringen) - hr-fernsehen | 50          | ND                                        | H                                         | 16-QAM                 | 2/3 | 1/4              | 13,27               | Würzburg                                |

#### Multiplexe des Sendenetzbetreibers Media Broadcast
Die Ausstrahlung erfolgt von der Media Broadcast über die Sendeinfrastruktur der Deutschen Funkturm GmbH vom Hauptsendemast aus.
| Kanal | Frequenz (in MHz) | Multiplex | Programme im Multiplex                                       | ERP (in kW) | Antennendiagramm rund (ND)/ gerichtet (D) | Polarisation horizontal (H)/ vertikal (V) | Modulations- verfahren | FEC | Guard- intervall | Bitrate (in MBit/s) | SFN                                       |
| ----- | ----------------- | --------- | ------------------------------------------------------------ | ----------- | ----------------------------------------- | ----------------------------------------- | ---------------------- | --- | ---------------- | ------------------- | ----------------------------------------- |
| 25    | 506               | ZDFmobil  | - ZDF - 3sat - KiKA (6–21 Uhr) / ZDFneo (21–6 Uhr) - ZDFinfo | 50          | ND                                        | H                                         | 16-QAM                 | 2/3 | 1/4              | 13,27               | Heidelstein (Rhön), Pfaffenberg, Würzburg |

### Analoges Fernsehen (NTSC)
Ausstrahlung erfolgte bis 2008 von der Media Broadcast über die Sendeinfrastruktur der Deutschen Funkturm GmbH.
| Kanal | Frequenz (MHz) | Programm           | ERP (kW) | Sendediagramm rund (ND)/ gerichtet (D) | Polarisation horizontal (H)/ vertikal (V) |
| ----- | -------------- | ------------------ | -------- | -------------------------------------- | ----------------------------------------- |
| 47    | 679,25         | AFN Prime Atlantic | 0,5      | ND                                     | V                                         |

### Analoges Fernsehen (PAL)
Vor der Umstellung auf DVB-T wurden weiterhin folgende analoge Fernsehsender ausgestrahlt:

#### Programme desBayerischen Rundfunks
| Kanal | Frequenz (MHz) | Programm       | ERP (kW) | Sendediagramm rund (ND)/ gerichtet (D) | Polarisation horizontal (H)/ vertikal (V) |
| ----- | -------------- | -------------- | -------- | -------------------------------------- | ----------------------------------------- |
| 10    | 210,25         | Das Erste (BR) | 5        | ND                                     | H                                         |

#### Programme des Sendenetzbetreiber Media Broadcast
Die Ausstrahlung erfolgte von der Media Broadcast über die Sendeinfrastruktur der Deutschen Funkturm GmbH vom Hauptsendemast aus.
| Kanal | Frequenz (MHz) | Programm                        | ERP (kW) | Sendediagramm rund (ND)/ gerichtet (D) | Polarisation horizontal (H)/ vertikal (V) |
| ----- | -------------- | ------------------------------- | -------- | -------------------------------------- | ----------------------------------------- |
| 23    | 487,25         | DSF                             | 0,316    | D                                      | H                                         |
| 25    | 503,25         | ZDF                             | 410      | ND                                     | H                                         |
| 34    | 575,25         | RTL II                          | 0,3      | D                                      | H                                         |
| 38    | 607,25         | Sat.1 (Bayern)                  | 0,316    | D                                      | H                                         |
| 41    | 631,25         | ProSieben                       | 0,316    | D                                      | H                                         |
| 45    | 663,25         | Bayerisches Fernsehen (Franken) | 360      | ND                                     | H                                         |
| 60    | 783,25         | RTL (Würzburg)                  | 0,3      | D                                      | H                                         |